# Food & Liquor
Food & Liquor è l'album di debutto del rapper statunitense Lupe Fiasco uscito nel 2006.

## Tracce
1. Intro – 3:06 – Chris & Drop
2. Real (featuring Sarah Green) – 4:02 – Soundtrakk
3. Just Might Be O.K. (featuring Gemini) – 4:24 – Prolyfic
4. Kick, Push – 4:13 – Soundtrakk
5. I Gotcha – 3:58 – The Neptunes
6. The Instrumental (featuring Jonah Matranga) – 3:26 – Shinoda
7. He Say, She Say (featuring Gemini & Sarah Green) – 4:12 – Soundtrakk
8. Sunshine – 3:55 – Soundtrakk
9. Daydreamin' (featuring Jill Scott) – 3:55 – Craig Kallman
10. The Cool – 3:46 – West
11. Hurt Me Soul – 4:22 – Needlz
12. Pressure (featuring Jay-Z) – 4:47 – Prolyfic
13. American Terrorist (featuring Matthew Santos) – 4:40 – Prolyfic
14. The Emperor's Soundtrack – 2:56 – Soundtrakk
15. Kick, Push II – 4:11 – Brandon Howard
16. Outro – 12:13 – Chris & Drop

Traccia bonus nell'edizione deluxe su iTunes
1. Theme Music to a Drive-By – 3:04 – Prolyfic

Tracce bonus nell'edizione limitata su CD
1. Tilted – 3:33 – Needlz
2. Carrera Lu – 3:11 – Prolyfic
3. What It Do – 4:07 – Brandon Howard

Tracce bonus nell'edizione digitale per il quinto anniversario
1. Theme Music to a Drive-By – 3:04 – Prolyfic
2. Tilted – 3:32 – Needlz
3. Carrera Lu – 3:10 – Prolyfic
4. What It Do – 4:07 – Brandon Howard